# Pyrolachnus macrorhinarious
Pyrolachnus macrorhinarious är en insektsart. Pyrolachnus macrorhinarious ingår i släktet Pyrolachnus och familjen långrörsbladlöss. Inga underarter finns listade i Catalogue of Life.